# Tauranga

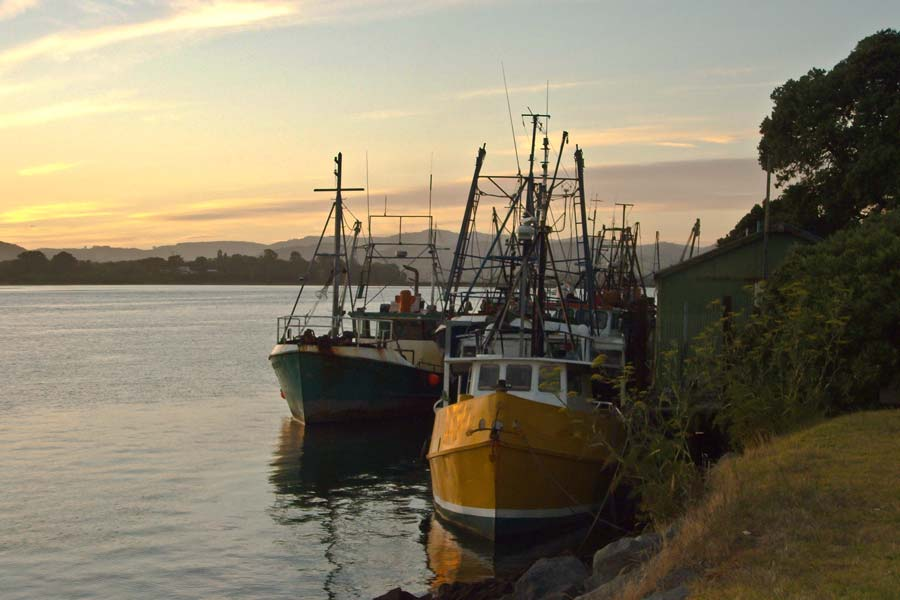
Puerto.

Tauranga (población: 107.800, censo 2006) es la mayor ciudad de Bay of Plenty, en la costa este de la isla Norte de Nueva Zelanda. Se encuentra a 105 km al este de Hamilton y a 85 km al norte de Rotorua.
Tauranga es la ciudad que más ha crecido de Nueva Zelanda en las últimas décadas, y ahora es la novena ciudad más grande del país. En 30 años, la población se ha cuadruplicado. Este aumento de población se debe a que la ciudad atrae a muchos jubilados particularmente en el suburbio de Papamoa. También atrae a veraneantes y a surfistas, todo ello gracias a su buen clima.

## Clima
| Parámetros climáticos promedio de Tauranga (normales 1981–2010) | Parámetros climáticos promedio de Tauranga (normales 1981–2010) | Parámetros climáticos promedio de Tauranga (normales 1981–2010) | Parámetros climáticos promedio de Tauranga (normales 1981–2010) | Parámetros climáticos promedio de Tauranga (normales 1981–2010) | Parámetros climáticos promedio de Tauranga (normales 1981–2010) | Parámetros climáticos promedio de Tauranga (normales 1981–2010) | Parámetros climáticos promedio de Tauranga (normales 1981–2010) | Parámetros climáticos promedio de Tauranga (normales 1981–2010) | Parámetros climáticos promedio de Tauranga (normales 1981–2010) | Parámetros climáticos promedio de Tauranga (normales 1981–2010) | Parámetros climáticos promedio de Tauranga (normales 1981–2010) | Parámetros climáticos promedio de Tauranga (normales 1981–2010) | Parámetros climáticos promedio de Tauranga (normales 1981–2010) |
| Mes                                                             | Ene.                                                            | Feb.                                                            | Mar.                                                            | Abr.                                                            | May.                                                            | Jun.                                                            | Jul.                                                            | Ago.                                                            | Sep.                                                            | Oct.                                                            | Nov.                                                            | Dic.                                                            | Anual                                                           |
| --------------------------------------------------------------- | --------------------------------------------------------------- | --------------------------------------------------------------- | --------------------------------------------------------------- | --------------------------------------------------------------- | --------------------------------------------------------------- | --------------------------------------------------------------- | --------------------------------------------------------------- | --------------------------------------------------------------- | --------------------------------------------------------------- | --------------------------------------------------------------- | --------------------------------------------------------------- | --------------------------------------------------------------- | --------------------------------------------------------------- |
| Temp. máx. media (°C)                                           | 24.0                                                            | 24.0                                                            | 22.5                                                            | 19.9                                                            | 17.4                                                            | 15.1                                                            | 14.5                                                            | 15.0                                                            | 16.6                                                            | 18.1                                                            | 20.1                                                            | 22.3                                                            | 19.1                                                            |
| Temp. media (°C)                                                | 19.4                                                            | 19.6                                                            | 18.0                                                            | 15.5                                                            | 13.2                                                            | 10.8                                                            | 10.2                                                            | 10.7                                                            | 12.3                                                            | 13.9                                                            | 15.8                                                            | 18.0                                                            | 14.8                                                            |
| Temp. mín. media (°C)                                           | 14.8                                                            | 15.3                                                            | 13.5                                                            | 11.0                                                            | 9.0                                                             | 6.6                                                             | 5.9                                                             | 6.4                                                             | 8.0                                                             | 9.7                                                             | 11.4                                                            | 13.6                                                            | 10.4                                                            |
| Precipitación total (mm)                                        | 76.0                                                            | 86.6                                                            | 92.7                                                            | 120.9                                                           | 105.7                                                           | 115.7                                                           | 127.4                                                           | 112.3                                                           | 87.6                                                            | 90.4                                                            | 75.3                                                            | 90.3                                                            | 1180.9                                                          |
| Días de precipitaciones (≥ 1.0 mm)                              | 6.4                                                             | 7.0                                                             | 8.0                                                             | 8.4                                                             | 8.6                                                             | 10.9                                                            | 11.5                                                            | 11.8                                                            | 10.4                                                            | 10.3                                                            | 9.1                                                             | 8.2                                                             | 110.4                                                           |
| Horas de sol                                                    | 261.5                                                           | 217.3                                                           | 214.0                                                           | 183.9                                                           | 165.3                                                           | 135.4                                                           | 151.0                                                           | 173.4                                                           | 174.1                                                           | 212.7                                                           | 224.2                                                           | 232.7                                                           | 2345.6                                                          |
| Humedad relativa (%)                                            | 74.4                                                            | 77.7                                                            | 77.7                                                            | 80.4                                                            | 83.3                                                            | 85.5                                                            | 84.1                                                            | 81.9                                                            | 77.4                                                            | 75.2                                                            | 73.4                                                            | 74.8                                                            | 78.8                                                            |
| Fuente: NIWA Climate Data                                       |                                                                 |                                                                 |                                                                 |                                                                 |                                                                 |                                                                 |                                                                 |                                                                 |                                                                 |                                                                 |                                                                 |                                                                 |                                                                 |